# Селет (Лоар и Шер)
Селет (фр. Cellettes) насеље је и општина у централној Француској у региону Центар (регион), у департману Лоар и Шер која припада префектури Блоа.
По подацима из 2011. године у општини је живело 2373 становника, а густина насељености је износила 113,22 становника/km². Општина се простире на површини од 20,96 km². Налази се на средњој надморској висини од 80 метара (максималној 107 m, а минималној 68 m).

## Демографија
| 1962. | 1968. | 1975. | 1982. | 1990. | 1999. | 2011. |
| ----- | ----- | ----- | ----- | ----- | ----- | ----- |
| 938   | 1.004 | 1.200 | 1.709 | 1.922 | 2.138 | 2.373 |

График промене броја становника у току последњих година